# Battaglia di La Tremblaye
La battaglia di La Tremblaye è stata una battaglia della Prima Guerra di Vandea combattuta il 15 ottobre 1793 a Cholet.

## Antefatti
L'esercito di Magonza continuava ad avanzare, incendiando molte città sul suo passaggio. Il 13 ottobre prese Clisson quindi Tiffauges e Torfou il 14 ottobre. Il 13 ottobre, Charles de Royrand e l'esercito del centro, respinti dalla divisione di Luçon del generale Bard che aveva incendiato Les Herbiers e La Verrie si rifugiò a Mortagne.
Tuttavia i generali vandeani decisero di evacuare la città e ripiegare su Cholet, inviando l'artiglieria a Beaupréau. L'ordine fu rapidamente effettuato e il 15 ottobre le truppe del generale Kléber entrarono a Mortagne trovandola abbandonata, le uniche persone che vi trovarono furono i molti prigionieri repubblicani che i vandeani dovettero lasciare nelle loro celle.
Dalla costa, il generale Alexis Chalbos aveva riformato il suo esercito a Bressuire e riprese la sua marcia, per congiungersi con gli altri due eserciti repubblicani in marcia verso Cholet dove si sarebbe giocata una battaglia decisiva.

## La battaglia
Maurice d'Elbée, Louis Marie de Lescure, Charles de Bonchamps e Charles de Royrand dispiegarono le loro truppe a Saint-Christophe-du-Bois. D'Elbée aveva inviato una lettera a François Charette chiedendogli di prendere i repubblicani alle spalle ma non ricevette nessuna risposta.
Il 15 ottobre le truppe dell'esercito di Magonza e della divisione di Luçon passarono all'attacco vicino al castello di La Tremblaye, a sud-ovest di Cholet. Lescure riuscì a fare arretrare la divisione di Luçon, stanca dopo molti giorni di marcia. Il generale Bard, ferito, dovette essere sostituito dal suo tenente, il generale-aiutante Marceau. Beaupuy arrivò in rinforzo dei repubblicani e respinse i vandeani di Lescure, questo mentre cercava di richiamare i suoi uomini venne raggiunto da una pallottola alla testa che lo ferì gravemente, vedendo un loro generale caduto, i vandeani si demoralizzarono e credendolo morto, ripiegarono su Cholet.

## Conseguenze
Nella sera, il consiglio vandeano si riunì a Cholet mentre i soldati repubblicani si accampavano dinanzi alla città. I generali volevano difendere la città ma le truppe avevano poche munizioni, l'artiglieria e la polvere da sparo si trovavano a Beaupréau con il generale Marigny. Il principe de Talmont, generale di cavalleria, fu quindi incaricato di andare da Marigny e tornare con munizioni e artiglieria, ma alle quattro del mattino ancora non era di ritorno e dovettero evacuare Cholet prima dell'attacco repubblicano, così ripiegarono su Beaupréau lasciando la città ai repubblicani